# Džennet
Džennet (ar. جنّة), je islamski naziv za raj, što bi značilo u doslovnom prijevodu "vrt". Vizija dženneta malo se razlikuje od vizije raja u kršćanstvu i judaizmu, kao naprimjer: 
- Kršćani vjeruju da je život u Raju izričito duhovne prirode (bestjelesni), dok muslimani tvrde da nakon života na ovome svijetu čovjek ima duhovnu fazu (Berzeh) ali da će se na Sudnjem Danu sastati tijelo i duh, i da će čovjek u Raju doživljavati i duhovne i tjelesne užitke.
- Kršćani i muslimani imaju različita viđenja razloga ulaska u Raj.

## Opis Dženneta

### Opis Dženneta iz Kurana
Džennet se spominje na mnogo mjesta u Kuranu. Neki od tih opisa su:
- "I nastojte da zaslužite oprost Gospodara svoga i Džennet prostran kao nebesa i Zemlja, pripremljen za one koji se Alaha boje."[1]
- "A one koji se Gospodara svoga boje čekaju odaje, sve jedne iznad drugih sagrađene, ispred kojih će rijeke teći...."[2]
- "A oni koji su se Alaha bojali, oni će na sigurnu mjestu biti, usred vrtova i izvora, u dibu i kadifu obučeni i jedni prema drugima. Eto, tako će biti i Mi ćemo ih hurijama, krupnih očiju, ženiti. U njima će moći, sigurno, koju hoće vrstu voća tražiti; u njima, poslije one prve smrti, smrt više neće okusiti i On će ih patnje u ognju sačuvati, blagodat će to od Gospodara tvoga biti; to će, zaista, biti uspjeh veliki!"[3]
- "A Džennet će biti primaknut čestitima, neće biti ni od jednog daleko: "Ovo je ono što vam je obećano, svakome onome koji se kajao i čuvao, koji se Milostivoga bojao, iako Ga nije vidio, i koji je srce odano donio. Uđite u njega, u miru, ovo je Dan vječni!" U njemu će imati što god zažele - a od nas i više."[4]
- "Zar je džennet, koji je obećan onima koji se Alaha boje - u kome su rijeke od vode neustajale i rijeke od mlijeka nepromijenjena ukusa, i rijeke od vina, prijatna onima koji piju, i rijeke od meda procijeđenog i gdje ima voća svakovrsnog i oprosta od Gospodara njihova..."[5]
- "A one koji vjeruju i dobra djela čine obraduj džennetskim vrtovima kroz koje će rijeke teći; svaki put kada im se iz njih da kakav plod, oni će reći: „Ovo smo i prije jeli", - a biće im davani samo njima slični. U njima će čiste žene imati, i u njima će vječno boraviti."[6]
- "Oni koji su u ajete Naše vjerovali i poslušni bili - uđite u džennet, vi i žene vaše, radosni! 'Oni će biti služeni iz posuda i čaša od zlata. U njemu će biti sve što duše zažele i čime se oči naslađuju, i u njemu ćete vječno boraviti. „Eto, to je džennet koji vam je darovan kao nagrada za ono što ste radili, u njemu ćete svakovrsnog voća imati od kojeg ćete neko jesti."[7]

## Opis Dženneta iz Hadisa
»Neće ući u Džennet onaj od čije zlobe nije siguran njegov susjed«
U mnogo Hadisa, Muhamed s.a.v.s. je poticao svoje sljedbenike na poslušnost Alahu, prijeteći im kaznom u Džehenemu koji je suprotnost Džennetu i obećavajući dženetske vrtove onima koji ispunjavaju islamske obveze.
Neki od tih Hadisa su:
- "Džennet ima osmora vrata, jedna od njih se zovu "Rejan" na koja će ulaziti samo postači"[8]
- "Rekli smo (Ashabi): O Alahov Poslaniče! Pričaj nam nešto o Džennetu i njegovoj konstrukciji, a on je rekao: "Njegovi zidovi su od zlata i srebra, a sastav građe od miska, kamenje je od bisera, dragog kamenja. Zemlja je mirisna. Tko u njega uđe osjetit će svu ljepotu i neće osjećati tugu. Trajno će živjeti i neće umirati. Njegova odjeća se neće mijenjati niti će njegova mladost prolaziti."
- "U Džennetu ima stotinu predjela (oblasti), kada bi se svi ljudi smjestili u jedan njegov dio ne bi ga popunili"[9]
- "U Dženetu ima stotinu katova koje je Alah obećao onima koji se bore na njegovu putu. Prostor između dva kata je kao prostor između nebesa i zemlje. Ako tražite od Alaha Dženet onda molite Ga za Firdeus, a to je središte, odnosno najviši nivo dženneta. Odatle izviru dženetske rijeke, iznad toga je Alahovo prijestolje 'Arš.'"[10]
- "U Džennetu ima odaja koje su prozirne; iz vana se vidi unutrašnjost, a unutrašnji dio se vidi spolja. Alah je ove odaje pripremio za one koji nahrane gladne, redovno poste i klanjaju noćni namaz kada drugi ljudi spavaju".[11]

## Razlozi ulaska u Džennet
Kuranski ajeti koji govore o ulasku ljudi u Dženet, skoro svaki puta kažu da će to biti "oni koji vjeruju i čine dobra djela". Islamski učenjaci su složni da "oni koji vjeruju" znači oni koji vjeruju u 6 imanskih šarta, (6 vjerskih uvjeta), a to su  :

### Vjerovanje uAlaha(Monoteizam)
- Vjerovanje u Meleke (Anđele)
- Vjerovanje u svete knjige
- Vjerovanje u sve Poslanike
- Vjerovanje u Sudnji Dan
- Vjerovanje u sudbinu (Da je sve Božja odredba)

Nakon vjerovanja navodi se "oni koji čine dobra djela". Koncept dobročinstva je širok u Islamu, pa se u klasičnom islamskom djelu "Trideset uzroka ulaska u Džennet" od arapskog učenjaka Dar ibnul Mubareka, navodi da su to :
- Lijepo ponašanje, ostavljanje prepirke, ostavljanje laži pa makar i u šali, odlazak na zajedničku molitvu, mnogo sedždi, širenje Selama, hranjenje gladnih, održavanje rodbinskih veza, Namaz noću, ispunjavanje obećanja, izvršavanje obaveza, čuvanje stidnih mjesta, obaranje pogleda od onoga što je zabranjeno, čuvanje ruku od zabranjenih stvari, izdržavanje siročeta, oprost duga onome kome je teško da ga vrati i druga djela.

### Viđenje Alaha u Džennetu
Većina Islamskih učenjaka se slaže da će vjernici vidjeti Boga u Raju, i za to navode Hadis od Poslanika u kome se kaže:
- "Džerir ibn Abdulah pripovjeda:"kada smo jedne noći sjedili s Allahovim poslanikom, on pogleda u pun mjesec i reče:" Vi ćete vidjeti vašeg Gospodara jasno kao što vidite ovaj Mjesec, a gledajući u Njega, nećete osjetiti tegobu"[8]

»O robovi Moji, za vas danas straha neće biti, niti ćete i za čim tugovati; oni koji su u Naše ajete vjerovali i poslušni bili - uđite u Džennet, vi i vaše žene,radosni! Oni će biti služeni iz posuđa i čaša od zlata, u njemu će biti sve što duše zažele i čime se oči naslađuju i u njemu ćete vječno boraviti. Eto to je Džennet koji vam je darovan kao nagrada za ono što ste radili «